# Муромский кремль
Муромский кремль — бывшая городская крепость Мурома. Располагался на месте нынешнего Парка культуры и отдыха имени В. И. Ленина в северной части центрального микрорайона Мурома на крутом берегу реки Оки.

## История
Первые укрепления племени мурома к северу (в районе Николо-Набережной церкви) и к северо-западу (в районе Троицкого, Благовещенского монастырей и площади Крестьянина) от кремля XV века появились в VIII—IX веках. Окончательно кремль как оборонительное сооружение оформился к X веку. Муромская крепость была важна для обороны Древней Руси, так как Муром вплоть до эпохи Ивана Грозного, когда была взята Казань, оставался приграничным городом. Муром и его укрепления неоднократно разрушались ордынцами во второй половине XIII века. В 1457 году Муромский кремль стал жертвой крупного пожара и был отстроен в более безопасном месте на берегу Оки. Новый кремль выдержал две осады казанских татар во главе с Сафа-Гиреем в 1537 и 1540 годах. В 1615 году Муром отразил нападение литовского полковника Александра Лисовского, который со своим отрядом лисовчиков совершил глубокий рейд по России.
В XVI—XVII веках внутри крепости располагались собор Рождества Богородицы, деревянная церковь Архангела Михаила, воеводский, боярские и купеческие дворы, тюрьма, съезжая изба, жилища муромских священников, множество жилых и хозяйственных построек. В 1670-х годах Муромский кремль сгорел, но вскоре его срубили заново. Однако в дальнейшем он не использовался, сильно обветшал и в царствование Екатерины II, когда город стал застраиваться по генеральному плану, был разобран за ненадобностью. Место, где располагался кремль, в книгах по топонимике города фигурирует как Воеводская гора, так как в кремле располагался дом воеводы.
В 1852 году на месте кремля был открыт Окский сад (позднее парк имени В. И. Ленина). В 1868 году там был найден клад — 11000 арабских монет. В 1946 году Академия наук СССР произвела на месте кремля археологические раскопки.

## Архитектура
По описи Бартенева 1637 года кремль был деревянным рубленым городом и имел форму вытянутого ломаного четырёхугольника с общей протяжённостью стен около 1200 м. С севера и юга он был отрезан от местности оврагами, с востока — крутым берегом Оки, с запада — неглубоким Козьим болотом. Кремль имел четыре глухих угловых башни, восемь четырёхстенных башен, одну глухую полубашню и одну башню-тайник. Три башни были проездными — Спасские, Базарные и Водяные (Тайничные) ворота. Из кремля к Оке вёл подземный ход, а для водоснабжения служил колодец глубиной 25,5 м.
С северо-восточной стороны к кремлю примыкал острог (окольный город). Он был, вероятно, возведён в конце XVI — начале XVII века, поскольку в более ранних описях не упоминается. Предположительно был сожжён в Смутное время и более не восстанавливался. Земляной вал, оставшийся после него, полностью исчез к концу XVII века.